# 美章園温泉
美章園温泉（びしょうえんおんせん）は、かつて大阪府大阪市阿倍野区美章園2-19-15にあった公衆浴場（風呂屋）である。

## 概要
1933年（昭和8年）築。戦前は源ヶ橋温泉・大浜潮湯とともに大阪3大温泉と呼ばれていた。建物は2000年（平成12年）に国の登録有形文化財（銭湯では源ヶ橋温泉に続く2例目）にも登録されたが、2008年（平成20年）に廃業のため解体となり、登録を抹消された。跡地は2010年にマンションとなっている。